# Krańcowa skłonność do konsumpcji
Krańcowa skłonność do konsumpcji (ang. marginal propensity to consume) – parametr opisujący, jaką część przyrostu dochodu do dyspozycji gospodarstwo domowe jest skłonne przeznaczyć na zwiększenie konsumpcji.
Przykładowo, jeżeli KSK wynosi 0,75, wzrost dochodu do dyspozycji gospodarstwa domowego o 10 zł spowoduje zwiększenie konsumpcji w tym gospodarstwie o 7,50 zł (pozostałe 2,5 zł zasili oszczędności). Krańcowa skłonność do konsumpcji oraz krańcowa skłonność do oszczędzania (KSO) przyjmują wartości z zakresu <0,1>, a ich suma zawsze równa jest jedności:
{\displaystyle {\text{KSK}}+{\text{KSO}}=1.}

## Wzór matematyczny
Krańcową skłonność do konsumpcji oblicza się za pomocą następującego wzoru:
{\displaystyle {\text{KSK}}={\frac {\Delta C}{\Delta Y_{d}}},}
gdzie:
{\displaystyle C} – konsumpcja,
{\displaystyle Y_{d}} – dochód do dyspozycji.

## KSK z dochodu rozporządzalnego i narodowego
Ekonomiści rozgraniczają krańcową skłonność do konsumpcji z dochodu do dyspozycji (KSK) i krańcową skłonność do konsumpcji z dochodu narodowego (KSK’), przy czym zachodzi relacja:
{\displaystyle {\text{KSK}}'={\text{KSK}}(1-t),}
gdzie:
{\displaystyle t} – stopa podatkowa netto.